# 山本主殿
山本 主殿（やまもと とのも）は、戦国時代から安土桃山時代にかけての武将。豊臣秀次の家臣。

## 生涯
父は同姓同名の山本主殿。織田信長に仕えた西岡十六党の1人で、細川藤孝に属して山城国淀城攻めに参加した人物である。
豊臣秀次に仕え、文禄4年（1595年）7月に秀次事件が発生すると、小姓衆の1人として秀次に従って高野山に赴く。7月15日に秀次が自害する際、秀次に殉じて切腹し、秀次により介錯された。享年18。